# Вилла Арнага
Ви́лла Арнага (фр. villa Arnaga) — дом, построенный Эдмоном Ростаном в Камбо-ле-Бен (Атлантические Пиренеи) в начале XX века. В настоящее время принадлежит городу; в нём находится музей Эдмона Ростана.
Вилла, старая мельница, сады, рощи и оранжереи классифицируются как исторические памятники приказом от 3 февраля 1995.

## История постройки и архитектура
В 32 года Эдмон Ростан болел плевритом, и врачи рекомендовали ему чистый горный воздух. По возвращении из Парижа, где он только что был избран во Французскую академию (1901), он купил участок, расположенный на холме в земле басков.
Огромный дом (600 м²) в национальном баскском стиле строил архитектор Жозеф-Альбер Турнер в период с 1903 по 1906 год. Ростан называл дом «стихотворением из камня и зелени».
Комнаты оформлены в различных стилях, как сценические декорации. Зал — в английском стиле, комната для курения — китайский стиль, часть комнат в стиле ампир и др. В доме были устроены прогрессивные для того времени инженерные системы: электричество, воздухонагреватель и телефон.
На табличке над входной дверью выгравированы слова Ростана:

«Ты, кто пришёл, чтобы разделить с нами свет
И присутствовать на пиру меняющихся горизонтов,
Войди только своим сердцем, ничего не приноси от мира
И не рассказывай, что говорят люди».
Оригинальный текст (фр.) Toi qui viens partager notre lumière blonde

Et t'asseoir au festin des horizons changeants,
N'entre qu'avec ton cœur, n'apporte rien du monde
Et ne raconte pas ce que disent les gens.

После смерти Ростана в 1918 году мебель и его библиотека были разрушены, в том числе оригинальные лаковые панели в индийском стиле.

## Музей Эдмона Ростана
Муниципалитет купил виллу в 1960 году, чтобы создать музей Эдмона Ростана.
Жерар Депардье передал в дар музею премию Сезар, полученную в 1991 году как награда лучшему актёру за его работу в роли Сирано де Бержерака.
Учреждение получило статус Musée de France.